# 基因组选择
基因组选择是指在全基因组范围内通过基因组中大量的标记信息估计出个体全基因组范围的育种值（Direct Genomic Values，DGV）并加以选择的育种方法。基因组选择方法最早于2001年由Meuwissen提出。

## 步骤
在实际应用中，基因组选择通常包括3个步骤：
1. 通过基因型检测个体的表现型数据（如daughter-yield-deviations (DYD)数据）估计遗传标记效应；
2. 利用所估计的遗传标记效应和所选择个体的基因型数据计算出所选择个体的直接基因组育种值；
3. 利用选择指数理论（selection index theory）的方法结合直接基因组育种值和传统育种值（traditional Estimated Breeding Value，EBV）得出个体的全基因组育种值（Genomic Estimated Breeding Value，GEBV）。